# Ina Lepel
Ina Ruth Luise Lepel (* 18. April 1962 in Cuxhaven) ist eine deutsche Diplomatin.

## Leben
Ina Lepel begann nach dem Abitur 1981 ein Studium der Volkswirtschaftslehre an der Christian-Albrechts-Universität zu Kiel, das sie an der Rheinischen Friedrich-Wilhelms-Universität Bonn und an der Indiana University Bloomington (IUB) fortsetzte und 1987 abschloss.

## Laufbahn
1988 begann Ina Lepel den Vorbereitungsdienst für den höheren Auswärtigen Dienst und war nach dessen Abschluss zwischen 1990 und 1992 zuerst an der Botschaft Bangkok (Thailand) sowie danach von 1992 bis 1995 in der Politischen Abteilung des Auswärtigen Amtes eingesetzt. Danach fungierte sie zwischen 1995 und 1998 als Ständige Vertreterin des Botschafters in Georgien und war von 1998 bis 2000 Referentin für Politik an der Ständigen Vertretung bei den Vereinten Nationen in New York. 
Zwischen 2000 und 2002 fand Lepel Verwendung im Pressereferat des Auswärtigen Amtes und war danach von 2002 bis 2006 Mitarbeiterin im Bundeskanzleramt. Anschließend fungierte sie zwischen 2006 und 2009 als Ständige Vertreterin des Botschafters in Islamabad (Pakistan) und war nach ihrer Rückkehr von 2009 bis 2012 Referatsleiterin der Abteilung Vereinte Nationen des Auswärtigen Amtes. Zwischen 2012 und 2015 war sie als Nachfolgerin von Volkmar Wenzel Beauftragte des Auswärtigen Amtes für Globale Fragen und damit zuständig für zivile Krisenprävention, humanitäre Hilfe und internationalen Terrorismus. 
Im Juli 2015 wurde Ina Lepel als Nachfolgerin von Cyrill Nunn Botschafterin der Bundesrepublik Deutschland in Pakistan, während Annett Günther ihre Nachfolgerin als Beauftragte des Auswärtigen Amtes für Globale Fragen wurde. Von 2017 bis 2019 leitete sie als Ministerialdirektorin die neu geschaffene Abteilung Asien und Pazifik des Auswärtigen Amtes. Im Mai 2019 entschied die Bundesregierung, Lepel als Botschafterin nach Japan zu entsenden. Von Sommer 2021 bis Sommer 2025 war sie Botschafterin in Jakarta (Indonesien). Ihre Zweit-Akkreditierung für Osttimor übermittelte Lepel am 11. November 2021 aufgrund der COVID-19-Pandemie virtuell. Seit Sommer 2025 ist sie erneut deutsche Botschafterin in Pakistan.